# 今井美佐子
今井 美佐子（いまい みさこ、1956年1月8日 - ）は、日本の元女優。
1970年代にテレビドラマを中心に出演した。

## 出演作品

### テレビドラマ
- ウルトラマンタロウ 第51話「ウルトラの父と花嫁が来た!」（1974年、TBS） - 珠子
- イナズマンF 第6話「ガイゼルの大要塞」（1974年、NET） - 未知子
- 仮面ライダーX 第24話「復しゅう鬼ジェロニモ! 音もなく襲う!!」（1974年、MBS） - 矢沢圭子
- 高校教師 第20話「夏の日の恋と性」（1974年、12ch）
- 闘え!ドラゴン 第23話「挑戦! ハリケーン空手!!」（1974年、12ch） - 敏子
- 白雪劇場 / 池田大助捕物日記 第11話「萬年橋裏通り」（1974年、CX）
- 大河ドラマ / 元禄太平記（1975年、NHK） - 梅
- スーパーロボット マッハバロン 第21話「南南西へ進路をとれ」、第22話「追跡! フェニックスの謎」（1975年、NTV） - 南ななえ
- 銭形平次 (大川橋蔵) 第476話「殺しの罠」（1975年、CX） - おさん
- TOKYO DETECTIVE 二人の事件簿 第19話「暁の非常線」（1975年、ABC）
- 同心部屋御用帳 江戸の旋風 第25話「入れ墨の女」（1975年、CX）
- 土曜ドラマ / 松本清張シリーズ・中央流沙（1975年、NHK） - ビルの若い女
- 特別機動捜査隊（1976年、NET）
  - 第753話「愛と死・その罪」 - 水谷真知子
  - 第782話「わたしの父さん」 - 井川朱実
- Gメン'75（TBS）
  - 第67話「部長刑事暗殺」（1976年）
  - 第93話「29の死神の手紙」（1977年）
- 超神ビビューン 第11話「壁が人をのむ? ステレオの秘密」（1976年、NET） - お花
- 遠山の金さん（杉良太郎版） 第1シリーズ 第53話「一両だけの青春」（1976年、NET） - チョロ（おちよ）
- バトルホーク 第13話「呪われた、地獄の使者」（1976年、12ch） - 美代
- 忍者キャプター 第39話「念力忍者が超能力の子供を狙う!」（1976年、12ch） - 向井ともえ
- 夜明けの刑事 第108話「その結婚式まてェーッ!」（1977年、NET）
- 円盤戦争バンキッド 第25話「来るなら来い! グザレ」、第26話「さらば、バンキッド」（1977年、NTV） - ベルーヌ
- 華うるし（1977年、CX） - 中条静子